# 아그바르진 오케크트 칸
아그바르진 칸(Агваржин хаан, Agbarjin Qa'an, 1423년 ~ 1453년)은 북원의 대칸(재위: 1452년 ~ 1453년)이었다. 아자이 타이지의 아들로 톡토아부카 타이순 칸과 만두울 칸의 막내 동생이었다. 일설에는 톡토아부카 타이순 칸과 오이라트부 토곤 타이시의 딸 사이에서 태어났다는 설이 있다. 중국어 문헌에서는 아파르딘 왕(阿八丁王) 또는 아파가르진(阿巴喀爾津)으로 나타난다.
1452년 오이라트의 에센 타이시가 타이순 칸과 갈등하자, 에센과 공모하여 타이순 칸을 실각시키고 대칸위에 올랐으나, 1453년 에센 타이시의 계략으로, 연회에 초청됐다가 살해되었다.

## 생애
명나라의 사서에는 아파르딘 왕(阿八丁王) 또는 아파가르진(阿巴喀爾津)으로 나타난다. 1438년 톡토아부카 타이송 칸에 의해 지농{진왕(晋王), 친왕}에 임명되었다. 1439년 혹은 1440년 타이순 칸은 에센 타이시를 오이라트의 수령으로 임명하고, 아그바르진에게는 몽골 서부의 3개 부를 맡겼다. 1440년에서 1450년 사이에 아그바르진은 에센 타이시의 명나라 침공에 출전, 동행하였다.
톡토아부카 타이순 칸은 아그바르진 지농{진왕(晋王)}으로 하여금 자신을 보좌하여 우익 투멘 혹은 서몽골의 3투멘을 통치하도록 했다. 이후 타이순 칸은 조정내에서 커진 오이라트 수장 에센 타이시의 영향력을 제거하려고 했다. 1452년 타이순 칸과 에센 타이시 사이에 다툼이 벌어져 결별, 몽골과 오이라트로 갈라져 전쟁이 벌어졌다. 아그바르진은 톡토아부카 타이순 칸이 에센 타이시를 공격하는데 협력했다. 처음에는 몽골군이 우세했으나 이 전쟁에서 오이라트부의 압둘라 세첸이 타이순 칸과 아그바르진 지농 형제를 이간시키려고 아그바르진 지농을 설득했다. 일설에는 에센은 톡토아1부카 타이슨 칸을 쓰러뜨리고 에센의 조카이자 '아팔치'(아크바르지) 왕의 아들 카라 쿠르타그를 태자로 삼으려 했다 한다.
그의 아들 카라 쿠르타그 두렌 타이지(Qara-qurtag Duuren taiji, 또는 하르구축)가 그의 아버지를 설득하여 이 제안을 받아들이지 말도록 했다. 하지만 아그바르진 지농은 아들의 간언도 듣지 않고 에센 타이시의 편에 섰다. 곧 형을 배신하여 오이라트군과 함께 타이순 칸을 공격하여 무찔렀고, 패배한 대칸은 서쪽 우량카이부로 도망칠 수밖에 없었다. 이후 타이순 칸 톡토아부카는 그의 이전 장인인 차브단에게 살해당했다. 
아그바르진은 대칸위에 올랐고, 곧 에센 타이시를 지농(濟農)에 봉했다. 그러나 그는 에센 타이시의 꼭두각시였다. 대칸위를 찬탈한 아그바르진은 오이라트인들과 몽골인들로부터 비웃음의 대상이 되어 "아크바르진이 망마가 되었다."는 조롱을 받았다. 오이라트인들은 아그바르진 칸보다 그의 아들인 카라 쿠르타그 타이지를 더 두려워했기 때문에 이들 부자를 모두 죽이려고 했다. 에센 타이시는 카라 쿠르타그 타이지가 자신의 사위였기 때문에 감싸려고 했으나 압둘라 세첸은 음모를 꾀해 아그바르진 칸을 살해하려고 했다. 오이라트인들은 아그바르진 칸이 자신의 맏형을 배신했기 때문에 믿지 않았던 것이다. 타이순 칸이 죽은 직후, 에센 타이시는 아그바르진을 유인하여 죽일 계획을 세웠다. 아그바르진 칸은 지농이 된 에센 타이시의 연회에 초대받았다. 오이라트인들은 두 채의 큰 장막을 세우고 몽골인들을 모아놓은 후 대연회를 베풀었다. 
압둘라 세첸은 아그바르진 칸 등을 차례로 안으로 안내하는 동시에 살해하고 옆에 있는 게르의 구멍 속으로 던져 넣었다. 이때 에센과 오이라트 지도자들은 키야트 보르지긴 씨족, 즉 황금씨족들을 대량 학살했는데, 카라 쿠르타그는 사전에 눈치를 채고 종자 이낙 게레와 함께 탈출했으며, 모굴리스탄으로 가려다가 나중에 모굴리스탄 혹은 중앙시베리아에서 살해당했다. 아그바르진 칸의 죽음은 1453년, 황금씨족이 아닌 오이라트 에센 타이시가 대칸으로 즉위하는 길을 열어주었다. 카라 쿠르타그 두렌 타이지(하르구축)는 바얀 몽케 볼후 지농의 아버지이자 몽골 중흥의 영웅 다얀 칸의 할아버지였다.
| 전임 타이손 칸 | 제29대 몽골 제국 대칸 1452년 ~ 1453년 | 후임 에센 칸 |

| 전임 타이손 칸 | 제14대 북원 황제 1452년 ~ 1453년 | 후임 에센 칸 |

| 전임 타이손 칸 | 서몽골의 통치자 1439년~1451년 | 후임 (대칸 즉위) |